# Peter Felser
Peter Felser (* 20. September 1969 in Dillingen an der Donau) ist ein deutscher Politiker (AfD, vormals Republikaner). Er ist seit 2017 Mitglied des Deutschen Bundestages.

## Leben
Felser stammt aus einer Großfamilie mit zehn weiteren Geschwistern. Sein Vater war Lehrer.
Felser diente von 1989 bis 2001 als Zeitsoldat, wobei er mit dem Dienstgrad Oberleutnant ausschied. Im Rahmen dessen absolvierte er von 1992 bis 1996  ein Studium zum Diplom-Pädagogen an der Universität der Bundeswehr München. In München wurde er Mitglied und zeitweise Sprecher der jugendbewegt-reformierten Deutschen Hochschulgilde Heinrich der Löwe. Später erwarb er an der privaten University of Management and Communication (FH) in Potsdam, die im Jahr 2009 wegen „schwerwiegender Defizite“ aufgelöst und vom Wissenschaftsrat als „Titelfabrik“ bezeichnet wurde, ein Zertifikat zum PR-Berater.
Nach eigenen Angaben war er zweimal als Bundeswehrsoldat im Auslandseinsatz. Gemeinsam mit dem neurechten Verleger Götz Kubitschek brachte Felser 2001 ein Buch mit Reportagen über den Bosnien-Kriegseinsatz der Bundeswehr heraus. Er war Mitinhaber und Geschäftsführer eines Medienverlags in Kempten (Allgäu). Er schreibt als Autor für die Wochenzeitung Junge Freiheit. Mindestens seit den frühen 1990ern war er Mitglied der Partei Die Republikaner, nach eigenen Angaben bis 1992.
Felser lebt zusammen mit seiner Familie auf einem umgebauten Bauernhof in einem Weiler im Landkreis Oberallgäu. Er ist katholisch, verheiratet und hat fünf Kinder.
Nach eigenen Angaben hielt Felser Vorträge und Seminare an der Akademie der Deutschen Landwirtschafts-Gesellschaft (DLG) und der CSU-nahen Hanns-Seidel-Stiftung und war er Lehrbeauftragter an der Hochschule Kempten.
Felser ist Vorsitzender des AfD-Kreisverbands im Gebiet des Bundestagswahlkreises Oberallgäu mit Sitz in Lindenberg im Allgäu (Landkreis Lindau). Er wurde 2017 in den 19. Deutschen Bundestag gewählt. Am 5. Oktober 2017 wurde er zu einem von vier stellvertretenden Vorsitzenden der AfD-Bundestagsfraktion gewählt. Er ist Mitglied im Bundestagsausschuss für Ernährung und Landwirtschaft und stellvertretendes Mitglied im Verteidigungsausschuss. Felser ist Mitglied und Obmann der Enquete-Kommission „Künstliche Intelligenz“.
Die Zeit schrieb im September 2017 über Felser: „Die Positionen, die Felser auf seiner Website präsentiert, entsprechen weitestgehend dem Konsens innerhalb der AfD.“ Felser selbst betont, kein „Ultrarechter“ zu sein, er kämpfe für eine gemäßigte Linie der AfD. An dieser Selbsteinschätzung wurden aufgrund Felsers rechten Medienproduktionen allerdings Zweifel laut. Der Spiegel schrieb 2019 über Felser: „Er ist kein Alexander Gauland, kein Provokateur. Er will die AfD als konservative Partei etablieren, der es um mehr geht als um Flüchtlinge.“
Bei der Bundestagswahl 2021 konnte Felser über den Listenplatz 11 der bayerischen AfD-Landesliste erneut in den Bundestag einziehen.
Bei der Bundestagswahl 2025 wurde er für die AfD über die Landesliste in den 21. Deutschen Bundestag gewählt. Er ist dort Mitglied im Ältestenrat sowie im Ausschuss für Landwirtschaft, Ernährung und Heimat. Im Verteidigungsausschuss ist er stellvertretendes Mitglied.

## Aktivitäten vor der Zeit als Abgeordneter

### Werbespots für die ParteiDie Republikaner
Felser beteiligte sich laut der Frankfurter Allgemeinen Zeitung (FAZ) in den Jahren 2001 und 2003 als Mitinhaber eines Medienverlags an der Produktion von Fernsehspots, die von der damals vom Bundesamt für Verfassungsschutz noch als rechtsextrem bewerteten Partei Die Republikaner für Wahlkampfzwecke vorgesehen waren. Sowohl der Sender Freies Berlin wie der Hessische Rundfunk verweigerten jedoch die Ausstrahlung, da sie strafbewehrte Volksverhetzung durch Holocaustleugnung verwirklicht sahen. Im selben Video wurde der Zentralrat der Juden als geheim mitregierende Organisation verdächtigt und vor Michel Friedman gewarnt. Das Oberverwaltungsgericht Berlin bestätigte nicht nur den „eindeutig antisemitischen Charakter“ der Inhalte, sondern urteilte, dass der Film „nach dem Verständnis eines unvoreingenommenen und verständigen Publikums nur dahin verstanden werden kann, dass mit ihm der Holocaust gebilligt, geleugnet oder verharmlost werden soll“.
Felser ließ, als die Spots im November 2017 Thema in Medien wurden, über einen Sprecher mitteilen: „Denn in der Tat konnte man ihn als Leugnung des Holocausts missverstehen, weil kaum jemand bemerkte, dass das darin gezeigte provokative Plakat von der Initiatorin des Holocaust-Mahnmals Lea Rosh stammte, die die historische Tatsache der Shoah natürlich gerade nicht leugnen wollte. Es ist etwas anderes, ob Lea Rosh ein solches Plakat zeigt oder die Republikaner in einem Video.“ Er bereue den Spot. 2003 gab es erneut ein Video der Republikaner bei Mitwirkung durch Felser. In dem Film wurde die Erhöhung der Staatsförderung des Zentralrates als Fehlentwicklung geschildert. Felser äußerte sich 2002 in einer Nachricht an die Parteileitung der Republikaner, dass diese Aussage als „unverfänglich“ gelte, aber allemal eine „Provokation“ darstelle.

### Produzent neurechter Publikationen
Mitte Dezember 2017 veröffentlichte die Allgäuer Zeitung recherchierte Informationen über die langjährigen Verbindungen Felsers zur rechten und rechtsextremen Szene. Unter anderem wurde bekannt, dass der ehemalige Neonazi Jirka Buder, der seit Frühjahr 2017 für die AfD in Thüringen arbeitet, von 2006 bis 2016 bei Felsers Medienagentur arbeitete. Felser produzierte Medien für rechte und rechtsradikale Verlage. Darunter DVDs mit Vorträgen der bekannten Geschichtsrevisionisten Gerd Schultze-Rhonhof, Walter Post und Stefan Scheil. Ebenfalls recherchierte die Allgäuer Zeitung, dass der aus drei Buchstaben bestehende Name der Medienagentur sich auf die drei Nachnamen der Gründer bezieht, darunter eine der zentralen Personen der Neuen Rechten, Götz Kubitschek. Dies hatte Felser zuerst bestritten, Kubitschek hatte aber gegenüber mehreren Zeitungen diese Information bestätigt. Kubitschek war vor längerer Zeit wieder als Gesellschafter bei Felsers Medienagentur ausgeschieden, vermittelte aber weiter Aufträge. Der dritte Firmengründer, Bernd Widmer, war nach Recherchen des Informationsportals über rechtsextreme Aktivitäten, Blick nach Rechts, in den 1990er Jahren in hoher Position beim neurechten Freibund aktiv. Im Netzwerk um Kubitschek, wozu auch die neurechte Denkfabrik Institut für Staatspolitik und die Zeitung Junge Freiheit gehört, spielte laut Allgäuer Zeitung die Medienagentur von Peter Felser eine „Rolle als Produzent, technischer Dienstleister und Umschlagplatz“.
Felser selbst gab an, als Geschäftsführer zwar verantwortlich gewesen zu sein, von diversen Produktionen tatsächlich aber nur wenig mitbekommen zu haben, eine Darstellung, der ein ehemaliger Mitarbeiter der Agentur (die vier bis fünf Mitarbeiter hatte) widersprach: „Ein Witz, dass er das nicht gewusst haben will. Es gab keinen Text, der nicht über Felsers Tisch gelaufen ist.“ Unterschiedlich bewertet wird der Anteil rechter Produktionen gegenüber normalen Aufträgen. Während ein Ex-Mitarbeiter angab, dass 40 % der Geschäftstätigkeit rechte Publikationen gewesen seien, gibt Felser an, dass allenfalls „nebenbei etwas aus dieser Richtung lief“, ein eigenes Geschäftsfeld sei dies nie gewesen: „Auftragsarbeit ist Auftragsarbeit. Aber solchen Mist macht man ja nicht aus innerer Überzeugung.“

### Klimaschutz-Kritik
2019 erklärte die AfD, sie wolle „Klimaschutz-Kritische“-Videos im Format von Fernseh-Dokumentationen veröffentlichen. Peter Felser war für das Projekt zuständig und erklärte, man wolle „eine Gegenöffentlichkeit zur einseitigen Berichterstattung im öffentlich-rechtlichen Fernsehen schaffen“. In den Produktionen einer Medienagentur im Parteiauftrag werden dennoch mehrfach Sequenzen aus Dokus der Öffentlich-Rechtlichen Anstalten gezeigt, um AfD-Thesen zu untermauern, wie etwa die problematische Gewinnung von Rohstoffen für Akkumulatoren.

### „Späher-App“
Im Juli 2020 veröffentlichte der App-Verlag von Peter Felser eine sogenannte „Anti-Corona-App“-App, mit der sich herausfinden lassen soll, wie viele Nutzer in der unmittelbaren Umgebung die offizielle Corona-App installiert haben. Im Gespräch mit Business Insider Deutschland sagte Felser „er wolle ein wenig Transparenz in das zweifelhafte Vorhaben der Bundesregierung bringen.“ Allerdings hat die App keinen Zugriff auf die Schnittstellen von Apple und Google und funktioniert daher nur eingeschränkt. Außerdem könnten im Gegensatz zu der offiziellen Corona-App mit der „Späher-App“ tatsächlich die Standorte der Nutzer verfolgt und ausgewertet werden.

## Mitgliedschaften
- Deutsche Landwirtschaftsgesellschaft (DLG)
- Verband Deutscher Agrarjournalisten (VdAJ)

## Veröffentlichungen
- mit Götz Kubitschek: Raki am Igman. Texte und Reportagen aus dem Bosnien-Einsatz der Bundeswehr. Edition die Lanze, Stuttgart 1999, ISBN 978-3-00-005432-7; Edition Antaios, Bad Vilbel 2001, ISBN 978-3-935063-11-1.